# Municipio de Pedro Ascencio Alquisiras
El municipio de Pedro Ascencio Alquisiras es uno de los 85 municipios que conforman el Estado de Guerrero en el sur de México. Se encuentra ubicado al norte de la ciudad de Chilpancingo.

## Toponimia
El municipio fue fundado el 28 de noviembre de 1890, debe su nombre al insurgente Pedro Ascencio Alquisiras (1778-1821), quien luchó durante la guerra de la independencia de México. La cabecera municipal es Ixcapuzalco.

## Geografía
Se encuentra al centro de la región norte del estado de Guerrero entre las coordenadas 18° 39' y 18° 27' latitud norte y entre las coordenadas 99° 45' y 100° 00' longitud oeste. En su frontera norte colinda con el Estado de México; al poniente con los municipios de Ixcateopan de Cuauhtémoc y Taxco de Alarcón; al sur y oeste con el municipio de Teloloapan. Cuenta con una extensión territorial de 510.1 km² con una altitud media de 283 m s. n. m., aunque en su zona montañosa las alturas varían entre los 1000 y 2000 m, siendo su altura más alta el monte de la Tentación.

## Demografía
Según el II Conteo de Población y Vivienda efectuado por el Instituto Nacional de Estadística y Geografía (Inegi) en 2005, el municipio de Pedro Ascencio Alquisiras contaba hasta ese año con un total de 6987 habitantes.
Las principales actividades sociales son la agricultura y la ganadería. Como actividades secundarias la minería, la industria manufacturera, el comercio y turismo.
| Año  | Población |
| ---- | --------- |
| 1950 | 10548     |
| 1960 | 10353     |
| 1970 | 9530      |
| 1980 | 8470      |
| 1990 | 7779      |
| 2000 | 7852      |
| 2010 | 6978      |

Evolución de la población
El municipio ha registrado un descenso continuo de su población, solo interrumpido por un leve crecimiento en el año 2000.

### Localidades
En el censo de 2020 el municipio de Pedro Ascencio Alquisiras contaba con 88 localidades.
| Código INEGI      | Localidad         | Población (2020) |
| ----------------- | ----------------- | ---------------- |
| 120470001         | Ixcapuzalco       | 737              |
| Otras localidades | Otras localidades | 6 339            |
| Total municipal   | Total municipal   | 7 076            |